# Desirée
Desirée je americký romantický historický film režiséra Henryho Kostera z roku 1954. Je adaptací románu Annemarie Selinko Désirée z roku 1951, zpracovávajícího deníkovou formou příběh mladé marseilleské dcery obchodníka s látkami a první Napoleonovy snoubenky Désirée Clary. V hlavní roli velkého císaře se objevila vycházející hollywoodská hvězda Marlon Brando.

## Děj
Roku 1794 se seznamuje marseilleská dcerka obchodníka s látkami Désirée Clary (Jean Simmonsová) s mladičkým generálem Napoleonem Bonapartem (Marlon Brando). Napoleonův bratr Joseph (Cameron Mitchell) se zanedlouho ožení se sestrou Désirée Julií (Elizabeth Sellarsová).
Romantické představy Désirée však přijdou vniveč, když Napoleon porazí royalistické povstání v Paříži a je jmenován vrchním velitelem francouzských armád v Itálii. Aby si upevnil své postavení žení se Bonaparte s bohatou Joséphine de Beauharnais (Merle Oberonová).
Nešťastná Désirée se chce utopit v Seině, avšak v tom jí zabrání generál Jean-Baptiste Bernadotte (Michael Rennie), který se do ní ihned zamiluje a brzy si ji vezme za manželku. Vztah mezi Bernadottem a Napoleonem je velmi vyostřený, zvlášť po Napoleonově návratu z Egypta a ovládnutí země. Bernadotte sice dále slouží Francii, Napoleon mu ale přestává být přítelem. Taktéž Désirée se s Napoleonem vídá zřídka. Bonaparte se nakonec zbaví i Josephiny, protože je neplodná a ožení se s Marií Louisou Habsburskou (Violet Rensing). Jediná Désirée je v těchto těžkých chvílích Josephině oporou.
Bernadottovi je nabídnuta švédská koruna, on přijímá a mezi ním a Napoleonem propuká otevřené nepřátelství, především po přiklonění se Švédska na stranu Ruska před francouzským tažením na východ v roce 1812. Désirée však těžko snáší nehostinnou cizinu i přísný dvůr a brzy se vrací do Francie. Je svědkem prvního Napoleonova pádu v roce 1814, tehdy se také Napoleon naposledy setká se svým bývalým maršálem, nynějším nepřítelem Bernadottem. Po bitvě u Waterloo Napoleon formuje poslední zoufalou obranu Paříže. Désirée ho však přesvědčí, že je jeho dnům konec, a Napoleon kapituluje.

## V hlavních rolích
- Marlon Brando - Napoleon Bonaparte
- Jean Simmonsová - Désirée Clary
- Merle Oberonová - Josephine
- Michael Rennie - Jean-Baptiste Bernadotte
- Cameron Mitchell - Joseph Bonaparte
- Elizabeth Sellarsová - Julie, sestra Désirée
- Charlotte Austinová - Paulette Bonaparte

## Ocenění
Snímek byl nominován na dva Oscary. Lyle R. Wheeler, Leland Fuller, Walter M. Scott a Paul S. Fox za výpravu a Charles Le Maire a René Hubert za kostýmy.

## Zajímavosti
- Snímek vypráví stejný příběh jako italský film La Sposa dei re z roku 1938.